# Fabrieken bij Clichy
Fabrieken bij Clichy (Engels: Factories at Clichy) is een schilderij van Vincent van Gogh uit 1887. Sinds 1959 maakt het deel uit van de collectie van het Saint Louis Art Museum.

## Voorstelling
In mei, juni en juli 1887 werkte Vincent van Gogh, die bij zijn broer Theo woonde, vaak aan de oevers van de Seine ten noordwesten van Parijs. Daar lag Asnières, een plek van vertier met talrijke restaurants en terrassen. Vanuit de hoofdstad was het stadje snel met de trein te bereiken. Het sterk geïndustrialiseerde Clichy op de tegenoverliggende, oostelijke oever bood een heel andere aanblik. Schoorstenen met rookpluimen domineerden dit deel van de stad. Tijdens zijn wandeltochten van Theo's woning in Montmartre naar de Seine, kwam de schilder door dit gebied. Hij legde het op enkele werken vast, bijvoorbeeld De fabriek.
Hoewel hij in zijn Nederlandse periode het zware werk van boeren en arbeiders vaak geschilderd had, was Van Gogh daar in Parijs nauwelijks in geïnteresseerd. Op dit schilderij zijn de fabrieken moderne architecturale elementen die contrasteren met het landschap. De twee personen die heel schetsmatig zijn weergegeven zijn eerder wandelaars of een verliefd paartje dan arbeiders.
Het werk is opgedeeld in drie zones: onderaan een braakliggend veld (terrain vague) weergegeven in groene en gele strepen van verschillende dikte, daarboven de huizen en fabrieken met hun rokende schoorstenen en ten slotte de blauwe lucht. Een hek scheidt de oprukkende industrie van het veld. Het werk kan gezien worden als een illustratie van een zinsnede uit L'Assommoir van Émile Zola, een van Van Goghs favoriete romans: "het grote woud van fabrieksschoorstenen dat de horizon aan het oog ontrekt". De schilder experimenteerde in deze periode volop met de neo-impressionistische technieken waarmee hij in Parijs had kennis gemaakt. De invloed van het pointillisme van Seurat is vooral in het onderste deel duidelijk merkbaar.

## Herkomst
- tot 1894: in bezit van Père Tanguy, Parijs, eigenaar van een winkel in verfmaterialen waar Van Gogh vaak kwam.
- in bezit van Galerie E. Blot, Parijs.
- 1901: in bezit van Maurice Fabre, Parijs.
- 1910-11: in bezit van Galerie Bernheim-Jeune, Parijs.[2]
- 1911: gekocht door Gustav Robinow, Richmond Hill, Surrey.
- 1914-28: in bezit van Paul en Emily Robinow, Hamburg, vermoedelijk verwanten van de vorige eigenaar.
- 1930-57: in bezit van de bankier en kunstverzamelaar Wilhelm Weinberg, Amsterdam en Scarsdale, New York.
- 10 juli 1957: gekocht door de kunsthandel M. Knoedler & Co., New York, op een veiling van de collectie van Weinberg.
- 31 juli 1959: gekocht door het Saint Louis Art Museum met financiële steun van mevrouw Mark C. Steinberg.

## Afbeelding

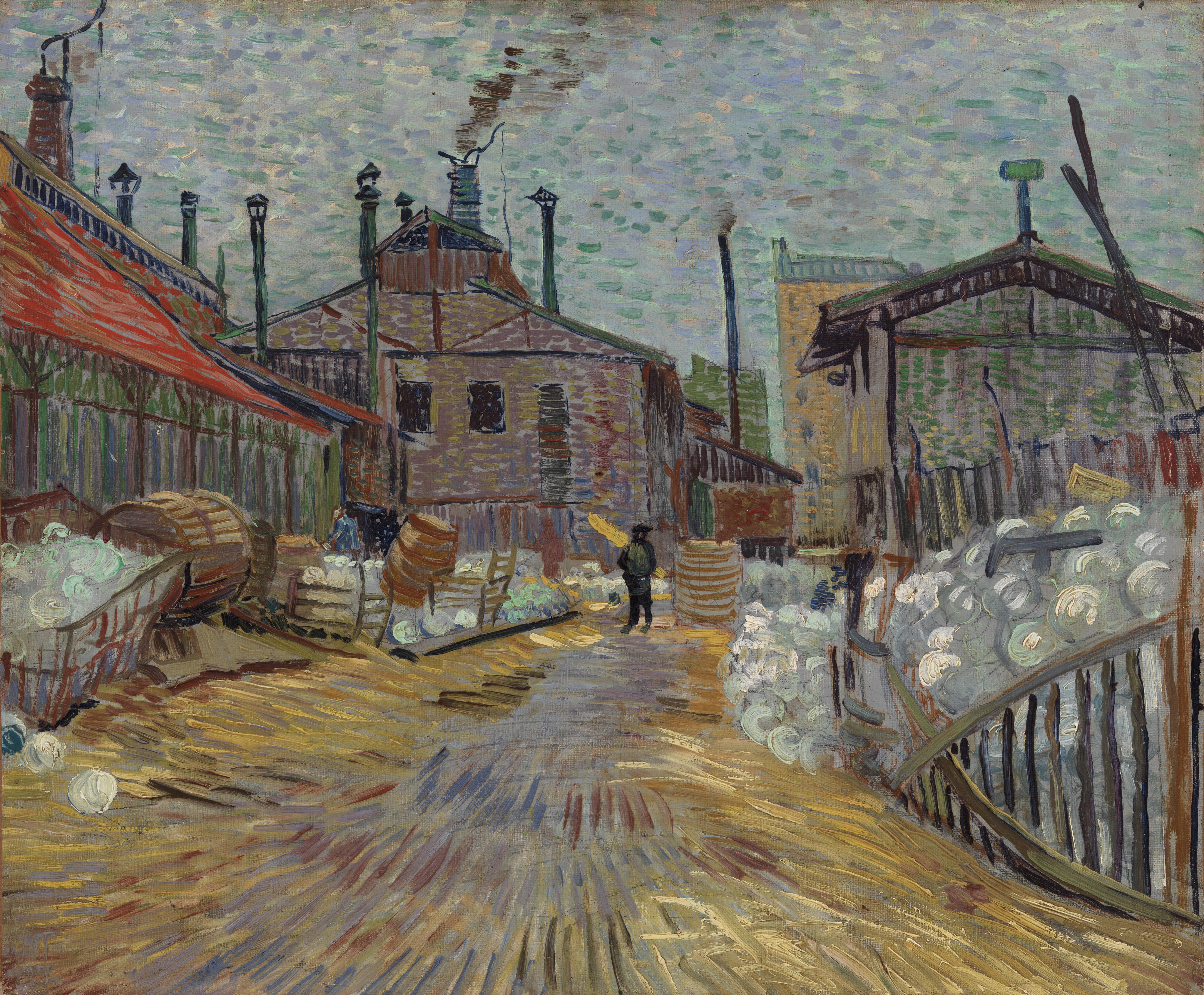
De fabriek